# Lafokpokaha
Lafokpokaha  est une localité du Nord de la Côte d'Ivoire et appartenant au département de Ferkessédougou, Région du Tchologo, District des Savanes. La localité de Lafokpokaha est un chef-lieu de commune.